# Équipe d'Algérie militaire de football
Maillots
Actualités
L'équipe d’Algérie militaire de football est l'équipe masculine des Forces armées algériennes.
En gagnant la Coupe du monde de football militaire en 2011, elle devient la première équipe d'Algérie de football, vainqueur d'un titre mondial.

## Palmarès
- Coupe du monde militaire (2) :
  -   : 2011 et 2015.
  -   : 1969 et 2005.
  -  : 2019.
- Coupe d'Afrique militaire : 
  -  2024
  -  2008
  -  2004

## Matchs
| ANNÉE             | LOCAUX               | SCORE                | VISITEURS            | COMPÉTITION                                                                                           |
| ----------------- | -------------------- | -------------------- | -------------------- | --- |
| 22 avril 1968     | Côte d'Ivoire        | 3-0                  | Algérie              | éliminatoires - cism , groupe 4 à Abidjan Côte d'Ivoire                                               |
| 28 avril 1968     | Algérie              | 2-1                  | Tunisie              | éliminatoires - cism , groupe 4 .                                                                     |
| 15-janvier 1969   | Allemagne de l'Ouest | 1-0                  | Algérie              | éliminatoires cism-1969, aller , à Breme Allemagne de l'Ouest                                         |
| 25 janvier 1969   | Algérie              | 2-0                  | Allemagne de l'Ouest | éliminatoires -cism , match retour à Alger Algérie                                                    |
| 17-25 juin 1969   | Algérie              | 3 - 1                | Iran                 | World Military Cup 1969 (groupe (a)                                                                   |
| 1969              | Algérie              | 2 - 2                | Syrie                | World Military Cup 1969 (groupe (a)                                                                   |
| 1969              | Grèce                | 3 - 0                | Algérie              | World Military Cup 1969 - finale                                                                      |
| 7- février 1973   | Algérie              | (0-0) ap (tab 5 - 4) | Italie               | World Military Cup 1973, éliminatoires (1er tour)                                                     |
| 5 avril 1973      | Belgique             | 2-0                  | Algérie              | cism , éli- 2é tour .à liége .                                                                        |
| 23 avril 1973     | Syrie                | 1-0                  | Algérie              | cism , éli , 3é tour à Damas .                                                                        |
| 20 février 1974   | Grèce                | 2-1                  | Algérie              | cism , éliminatoires à Athènes                                                                        |
| 6 mars 1974       | Algérie              | 2 - 0                | France               | World Military Cup 1974à alger .                                                                      |
| 10 avril 1974     | France               | 2 - 0                | Algérie              | World Military Cup 1974à chateauroux .                                                                |
| 6 novembre 1974   | Algérie              | 1-3                  | France               | cism , éliminatoires 1974 .                                                                           |
| 3 mars 1976       | France               | 2 - 1                | Algérie              | World Military Cup 1977a chateauroux .                                                                |
| 18 mai 1976       | Algérie              | 0 - 1                | France               | World Military Cup 1977 à Oran                                                                        |
| 22 décembre 1976  | Pays-Bas             | 0-0                  | Algérie              | cism, groupe de 3 pays, à Breda.                                                                      |
| 18 mai 1977       | Algérie              | 1-0                  | Pays-Bas             | cism, éliminatoires, à Alger .                                                                        |
| 18 janvier 1978   | Algérie              | 1 - 3                | Italie               | World Military Cup 1978 à alger                                                                       |
| 4 avril 1978      | Pays-Bas             | 3 - 0                | Algérie              | World Military Cup 1978 à doetinghem .(hollande)                                                      |
| 10 mai 1978       | Algérie              | 2-3                  | Allemagne de l'Ouest | cism, éliminatoires                                                                                   |
| 7 mars 1979       | Italie               | 1 - 2                | Algérie              | World Military Cup 1979 à Rome                                                                        |
| 14 mars 1979      | Italie               | 3 - 1                | Algérie              | World Military Cup 1979, groupe de 4 pays à Tizi-Ouzou.                                               |
| 1 mai 1979        | Allemagne de l'Ouest | 3-0                  | Algérie              | cism, éliminatoires, à Issen.                                                                         |
| 6 novembre 1980   | Algérie              | 1-1                  | Syrie                | cism, éli, à Alger                                                                                    |
| janvier 1981      | Algérie              | 1-1                  | Libye                | cism à Tizi Ouzou .                                                                                   |
| 7-15 octobre 1982 | Algérie              | 4-1                  | Haute-Volta          | Alger, tournoi préliminaire qualificatif à la 35e coupe du monde militaire (cism), groupe 4 (4 pays). |
| octobre 1982      | Algérie              | 4-0                  | Gabon                | à Alger                                                                                               |
| octobre 1982      | Algérie              | 4-0                  | Côte d'Ivoire        | à Alger                                                                                               |
| 3 juin 1983       | Algérie              | 2-3                  | Koweït               | à Alger, (1/2 finale, aller)                                                                          |
| 11 juin 1983      | Koweït               | 2-0                  | Algérie              | à Koweït city, (1/2 finale, retour)                                                                   |
|                   |                      |                      |                      | |
| 2005              | Algérie              | 1 - 2                | Grèce                | World Military Cup 2005                                                                               |
| 2005              | Grèce                | 0 - 2                | Algérie              | World Military Cup 2005                                                                               |
| 2005              | Algérie              | 1 - 0                | Mali                 | World Military Cup 2005                                                                               |
| 2005              | Algérie              | 3 - 2                | Qatar                | World Military Cup 2005                                                                               |
| 2005              | Égypte               | 1 - 0                | Algérie              | World Military Cup 2005                                                                               |
| 2011              | Brésil               | 1 - 0                | Algérie              | World Military Cup 2011                                                                               |
| 2011              | Algérie              | 5 - 0                | Uruguay              | World Military Cup 2011                                                                               |
| 2011              | Algérie              | 7 - 0                | Suriname             | World Military Cup 2011                                                                               |
| 2011              | Brésil               | 1 - 4                | Algérie              | World Military Cup 2011                                                                               |
| 2011              | Algérie              | 1 - 0                | Égypte               | World Military Cup 2011                                                                               |
| 2013              | Algérie              | 0 - 0                | Bahreïn              | CISM World Football Cup 2013                                                                          |
| 2013              | Algérie              | 3 - 1                | Kenya                | CISM World Football Cup 2013                                                                          |
| 2013              | Algérie              | 4 - 1                | France               | CISM World Football Cup 2013                                                                          |
| 2013              | Algérie              | 1 - 2                | Irak                 | CISM World Football Cup 2013                                                                          |
| 2015              | Algérie              | 2 - 1                | Qatar                | World Military Cup 2015                                                                               |
| 2015              | Algérie              | 5 - 0                | États-Unis           | World Military Cup 2015                                                                               |
| 2015              | France               | 0 - 1                | Algérie              | World Military Cup 2015                                                                               |
| 2015              | Algérie              | 3 - 2                | Corée du Sud         | World Military Cup 2015                                                                               |
| 2015              | Algérie              | 2 - 0                | Oman                 | World Military Cup 2015                                                                               |
| 2017              | Algérie              | 2 - 1                | Allemagne            | CISM World Football Cup 2017                                                                          |
| 2017              | Algérie              | 3 - 1                | Iran                 | CISM World Football Cup 2017                                                                          |
| 2017              | Corée du Nord        | 1 - 2                | Algérie              | CISM World Football Cup 2017                                                                          |
| 2017              | Algérie              | 1 - 2                | Égypte               | CISM World Football Cup 2017                                                                          |
| 2019              | Algérie              | 4 - 0                | Irlande              | World Military Cup 2019                                                                               |
| 2019              | Algérie              | 1 - 1                | Qatar                | World Military Cup 2019                                                                               |
| 2019              | États-Unis           | 0 - 8                | Algérie              | World Military Cup 2019                                                                               |
| 2019              | Algérie              | 3 - 0                | Irlande              | World Military Cup 2019                                                                               |
| 2019              | Algérie              | 3 - 5                | Bahreïn              | World Military Cup 2019                                                                               |
| 2019              | Algérie              | 4 - 0                | Corée du Nord        | World Military Cup 2019                                                                               |
| 2024              | Algérie              | 0 - 2                | Guinée Equatoriale   | Jeux africains militaire 2024                                                                         |
| 2024              | Cameroun             | 0 - 1                | Algérie              | Jeux africains militaire 2024                                                                         |

## Sélectionneurs
| Période   | Nom                   | Résultats |
| --------- | --------------------- | --------- |
| 2004-2007 | Kamel Tchalabi        |           |
| 2007-2010 | Kamel Kaci-Saïd       |           |
| 2010-2014 | Abderrahmane Mehdaoui |           |
| 2014-2016 | Younes Ifticene       |           |